# Ноа Гавард
Ноа Гавард (11 жовтня 2000 , Randwickd ) — австралійський веслувальник на каное, срібний призер Олімпійських ігор 2024 року.

## Виступи на Олімпіадах
| Олімпіада  | Дисципліна                    | Місце |
| ---------- | ----------------------------- | ----- |
| Париж 2024 | байдарки-четвірки, 500 метрів | 2     |

## Зовнішні посилання
- Ноа Гавард на сайті International Canoe Federation (англійська)
- Ноа Гавард на сайті Olympics.com (англійська)
- Ноа Гавард на сайті Australian Olympic Committee (англійська)